# Квін Латіфа

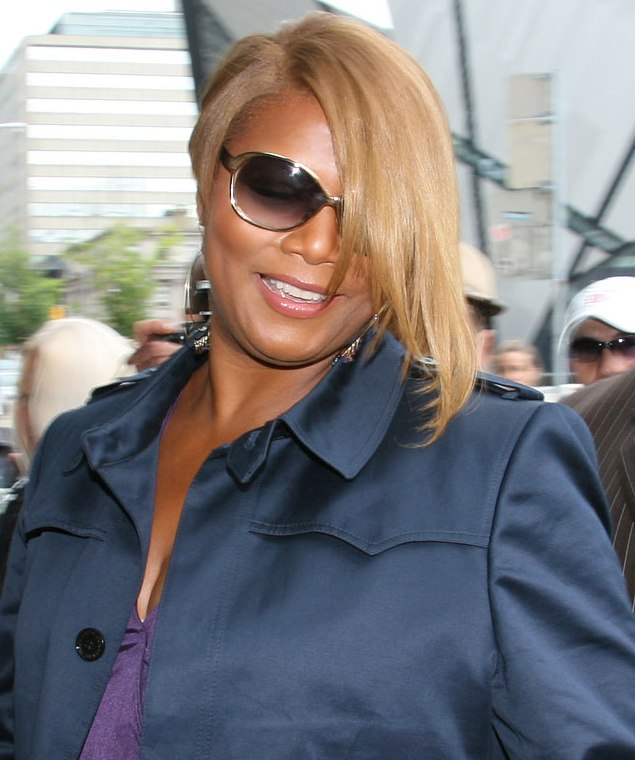
Квін Латіфа

Дана Елейн Овенс (англ. Dana Elaine Owens); нар. 18 березня 1970, Ньюарк, Нью-Джерсі, США), більш відома як Квін Латіфа (англ. Queen Latifah) — американська співачка, реперка, акторка та модель, володарка «Греммі», «Золотого глобуса» і «Еммі», а також номінантка на «Оскар» і «BAFTA».

## Біографія

### Юність і музична кар'єра
Народилася в місті Ньюарк 18 березня 1970 року в родині вчительки і поліцейського, які розлучилися через 10 років після її народження. Її псевдонім Латіфа (араб. لطيفة) з'явився, коли їй було ще вісім років, і в перекладі з арабського він означає «ніжна», «м'яка». Латіфа з дитинства була великою дівчинкою і під час навчання в школі була форвардом в місцевій баскетбольній команді.
Музична кар'єра почалася після закінчення школи, коли вона стала виступати як бітбоксер в реп-групі Ladies Fresh. У 1988 році DJ Mark the 45 King почув єдиний запис Латіфа — пісню «Princess of the Posse», і представив її Фреду Бретвейту, ведучому програми Yo! MTV Raps. Фред багато в чому допоміг подальшому розвитку її кар'єри, і через рік на студії Tommy Boy Records Латіфа записала свій перший альбом All Hail the Queen. У наступні чотири роки вона випустила ще два альбоми, останній з яких, Black Reign, що вийшов в 1993 році, отримав статус золотого. Премії «Греммі» Латіфа удостоїлася в 1995 році за пісню U.N.I.T.Y. з альбому Black Reign, записану в стилі джаз-реп. В цілому на найзаповітнішу музичну нагороду Латіфа номінувалася ще шість разів.
Останній свій альбом повністю в стилі реп і хіп-хоп, Order in the Court, Латіфа записала в 1998 році, після чого в наступних її альбомах до цих стилів домісилися ще джаз і соул. Повністю джазовий альбом Латіфа, що став знову золотим, вийшов в 2004 році і називався The Dana Owens Album. У липні 2007 року Латіфа виступила в знаменитому концертному залі Голлівудська чашка під час джазового концерту, а через деякий час вийшов її черговий джазовий альбом Trav'lin 'Light.
Її останній альбом Persona знову нагадує про музичних засадах Латіфа, і містить в собі композиції в стилі R&B і хіп-хоп. У перший тиждень продажів він відразу потрапив на 25-му місці в списку Billboard 200.

### Акторська кар'єра
Акторський дебют Латіфа відбувся ще в 1991 році у фільмі «Любовна гарячка». Далі були нові ролі в фільмах «Домашня вечірка 2» (1991) і «Авторитет» (1992). Першою успішною роботою для неї в якості актриси став ситком «Одномісний номер», в якому Латіфа знімалася з 1993 по 1998 рік.

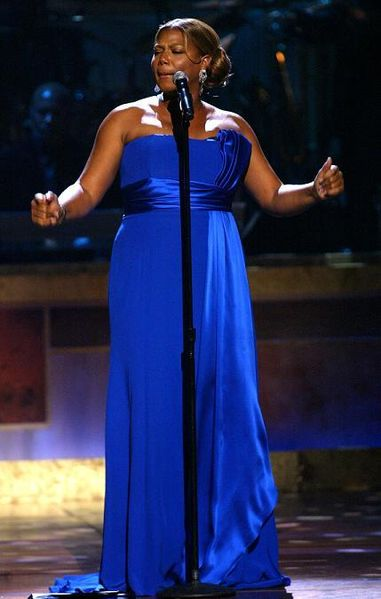
На церемонії BET Honors в 2009 році

У 1996 році вона з'явилася в успішному фільмі «Виклик», а два роки по тому виконала помітну роль в комедійній драмі «На всю котушку», з Голлі Гантер в головній ролі. У 1999 році Латіфа знялася разом з Дензелом Вашингтоном і Анджеліною Джолі в трилері «Влада страху», за однойменним романом Джеффрі Дівера.
Хоча Латіфа вже була досить популярна і успішна, все ж роль «мами» Мортон в знаменитому мюзиклі «Чикаго» в 2002 році принесла їй ще більшого возвеличення. Фільм був номінований на 13 премій «Оскар», в тому числі і за «Найкращу жіночу роль другого плану» для Квін Латіфа. Але в підсумку статуетка пішла до Кетрін Зете-Джонс в тій же номінації та за той же фільм.
На телебаченні у Латіфа був власний проект під назвою «Шоу Квін Латіфа», який виходив на екрани з 1999 по 2001 рік. У 1999 році була опублікована її автобіографія — Ladies First: Revelations of a Strong Woman (ISBN 0-688-15623-1).
У 2003 році Латіфа знялася в головній ролі разом зі Стівом Мартіном в касовій комедії «Будинок догори дном», за який була номінована премію MTV Movie Awards в номінації «Найкраща актриса», а також записала пісню для саундтреку до фільму. У наступні роки у неї було багато великих ролей в успішних фільмах, серед яких «Дуже страшне кіно 3» (2003), «Нью-йоркське таксі» (2004), «Остання відпустка» (2006), «Персонаж» (2006), «Лак для волосся» (2007) і «Одного разу у Вегасі» (2008). Квін Латіфа також брала участь в озвучуванні мультфільмів «Льодовиковий період 2: Глобальне потепління» (2006) і «Льодовиковий період 3: Ера динозаврів» (2009), де її голосом говорить мамонтиха Еллі. На телебаченні в ті роки найуспішнішою її роботою став фільм «Життєзабезпечення», який приніс їй премію «Золотий глобус» і номінацію на «Еммі».
4 січня 2006 року в Голлівудській алеї слави була закладена зірка Квін Латіфа. У 2009 році, на 81-й церемонії вручення премії «Оскар», Квін Латіфа виконала пісню «I'll Be Seeing You» (з англ. — «Я побачу тебе») під час показу прославлених діячів кіно, померлих в минулому році. 7 липня 2009 року Латіфа виступила в лос-анджелеському Степлс-центрі на церемонії прощання з Майклом Джексоном, прочитавши вірш американської поетеси Майї Ангелу.

## Особисте життя
У 1992 році її брат Ланселот загинув в автокатастрофі на мотоциклі, який незадовго до цього йому подарувала Латіфа. В знак пам'яті вона іноді носить на шиї ланцюжок з ключем від цього мотоцикла. В автобіографії 1999 року «Ladies First: Одкровення сильної жінки» Латіфа розповідала, як смерть брата довела її до депресії і наркоманії, від яких вона згодом позбулася.
У 1996 році Квін Латіфа була затримана за звинуваченням у зберіганні марихуани і зарядженої вогнепальної зброї.
Латіфа довго відмовлялася обговорювати спекуляції щодо своєї сексуальної орієнтації та особистого життя, заявивши «Нью-Йорк таймс» у 2008 році, що «я не відчуваю потреби ділитися своїм особистим життям, і мені байдуже, чи думають люди, що я гомосексуальна, чи ні». На церемонії вручення премії BET Awards 2021 року, під час своєї промови на церемонії отримання премії за життєві досягнення, вона вперше публічно відзначила свою партнерку Ебоні Ніколс та сина Ребела, завершивши промову словами «Щасливого прайду!»

## Цікаві факти
- Квін Латіфа є особою рекламних кампаній косметики CoverGirl, піци Хат, а також програми для схуднення Jenny Craig.

## Фільмографія
- 1991 — Тропічна лихоманка
- 1991 — Домашня вечірка 2
- 1992 — Авторитет
- 1993 — Моє життя
- 1993—1998 — Одномісний номер
- 1996 — Виклик
- 1998 — На всю котушку
- 1998 — Сфера
- 1999 — Влада страху
- 1999—2001 — Шоу Квін Латіфа
- 2002 — Чикаго
- 2003 — Будинок догори дном
- 2003 — Дуже страшне кіно 3
- 2004 — Нью-йоркське таксі
- 2004 — Шашлик
- 2005 — Салон краси — Джина Норріс
- 2006 — Остання відпустка
- 2006 — Льодовиковий період 2: Глобальне потепління — озвучка, мамонтиха Еллі
- 2006 — Персонаж
- 2007 — Лак для волосся
- 2008 — Одного разу у Вегасі
- 2008 — Шалені гроші
- 2008 — Таємне життя бджіл — Августа Боатрайт
- 2009 — Льодовиковий період 3: Ера динозаврів — озвучка, мамонтиха Еллі
- 2010 — День Святого Валентина — Пола Томас
- 2010 — Просто Райт — Леслі Райт
- 2011 — Дилема — Сьюзен Уорнер
- 2012 — Льодовиковий період 4: Континентальний дрейф — озвучка, мамонтиха Еллі
- 2012 — Сталеві магнолії — Майлина
- 2014 — Мачо і ботан 2 — місіс Діксон
- 2013 — Будинок тел — Ніколь
- 2015 — Бессі — Бессі Сміт
- 2016 — Льодовиковий період: Погоня за яйцями (короткометр.) — озвучка, мамонтиха Еллі
- 2016 — Льодовиковий період: Курс на зіткнення — озвучка, мамонтиха Еллі
- 2017 — Ульотні дівчата — Саша Франклін
- 2017 — Empire (телесеріал) — Карлотта Браун (1 серія)
- 2017 — Flint (телефільм) — Айза Бенкс
- 2019 — The Trap — д-р Обаювана
- 2016-2019 — Зірка (телесеріал) — Карлотта Браун (48 серій)
- 2019 — The Little Mermaid Live! (телефільм) — Урсула
- 2020 — Коли запалюють вуличні ліхтарі (телесеріал) — детектив Ґрассо
- 2020 — Голлівуд (мінісеріал) — Гетті Мак-Деніел
- 2021-2023 — Праведниця (телесеріал, 2021) — Робін МакКолл (головна роль)
- 2022 — Дорога до НБА
- 2022 — Кінець дороги
- 2026 — Льодовиковий період 6 — озвучка, мамонтиха Еллі

## Дискографія
| Рік  | Назва                                     | Позиція в чартах | Позиція в чартах | Позиція в чартах | Позиція в чартах | Сертифікація                                      |
| Рік  | Назва                                     | U.S.             | U.S. R&B         | U.S. Jazz        | U.S. Internet    | Сертифікація                                      |
| ---- | ----------------------------------------- | ---------------- | ---------------- | ---------------- | ---------------- | ------------------------------------------------- |
| 1989 | All Hail the Queen - Tommy Boy Records    | 124              | 6                | —                | —                |                                                   |
| 1991 | Nature of a Sista - Tommy Boy Records     | 117              | 32               | —                | —                |                                                   |
| 1993 | Black Reign - Motown Records              | 60               | 15               | —                | —                | - Сертифікація RIAA: Gold                         |
| 1998 | Order in the Court - Motown Records       | 95               | 16               | —                | —                |                                                   |
| 2004 | The Dana Owens Album - Interscope Records | 16               | 11               | —                | 16               | - Сертифікація RIAA: Gold                         |
| 2007 | Trav'lin' Light - Verve Records           | 11               | 6                | 1                | 24               | - Сертифікація RIAA: N/A - Продажі в США: 256,374 |
| 2009 | Persona - Verve Records                   | 25               | 3                | —                | —                | - Сертифікація RIAA: N/A - Продажі в США: 17,208  |